# Kvadraturen (Kristiansand)
58°8′52″N 7°59′33″Ø / 58.14778°N 7.99250°Ø
Kvadraturen er et navn for centrum af Kristiansand, som i hovedtræk er anlagt efter den byplan som Christian IV skitserede ved byens grundlæggelse.
Området tilhørte gårdene Eg og Grim, og var en sandslette dækket af skov, og blev kaldt Sanden eller Grimsmoen. Bosætningen var før byen blev grundlagt koncentreret om laste- og lossepladser på Lund (Kristiansand) langs Otra eller Torridalselven og langs Topdalsfjorden, ved Odderøya og Flekkerøy havn (Møvik/Kroodden).
Christian IVs byplan skitserede et bycentrum med 56 rektangulære kvadrater med fem langgader og otte tværrgader. Det var kvadraterne langs Otra og Øster- og Vesterhavnen, som blev bebygget først.
I dag er Kvadraturen en del af bydelen Kvadraturen/Eg, som har (per 1. januar 2005) 5 510 indbyggere. Området Posebyen i Kvadraturen har Nord-Europas længste sammenhængende træhusbebyggelse.
I bydelen ligger bl.a. Kristiansand Domkirke, Wergelandsparken, og terminal for færgerne til Hirtshals og Kristiansand Station ligger i bydelens vestlige hjørne. 